# Laguny Nové Kaledonie
Laguny Nové Kaledonie (oficiálně anglicky Lagoons of New Caledonia: Reef Diversity and Associated Ecosystems) se nacházejí na území Nové Kaledonie v Oceánii. Jsou tvořeny druhým největším bariérovým útesem, po Velkém bariérovém útesu náležícímu Austrálii. Obklopují Grande Terre, největší ostrov Nové Kaledonie, stejně jako jižně položený Ile des Pins a několik dalších menších ostrovů. Útes dosahuje délky 1500 km a rozloha lagun je 24000 km2. Jejich průměrná hloubka je 25 metrů. Laguny byly roku 2008 zařazeny na Seznam světového dědictví UNESCO.

## Galerie

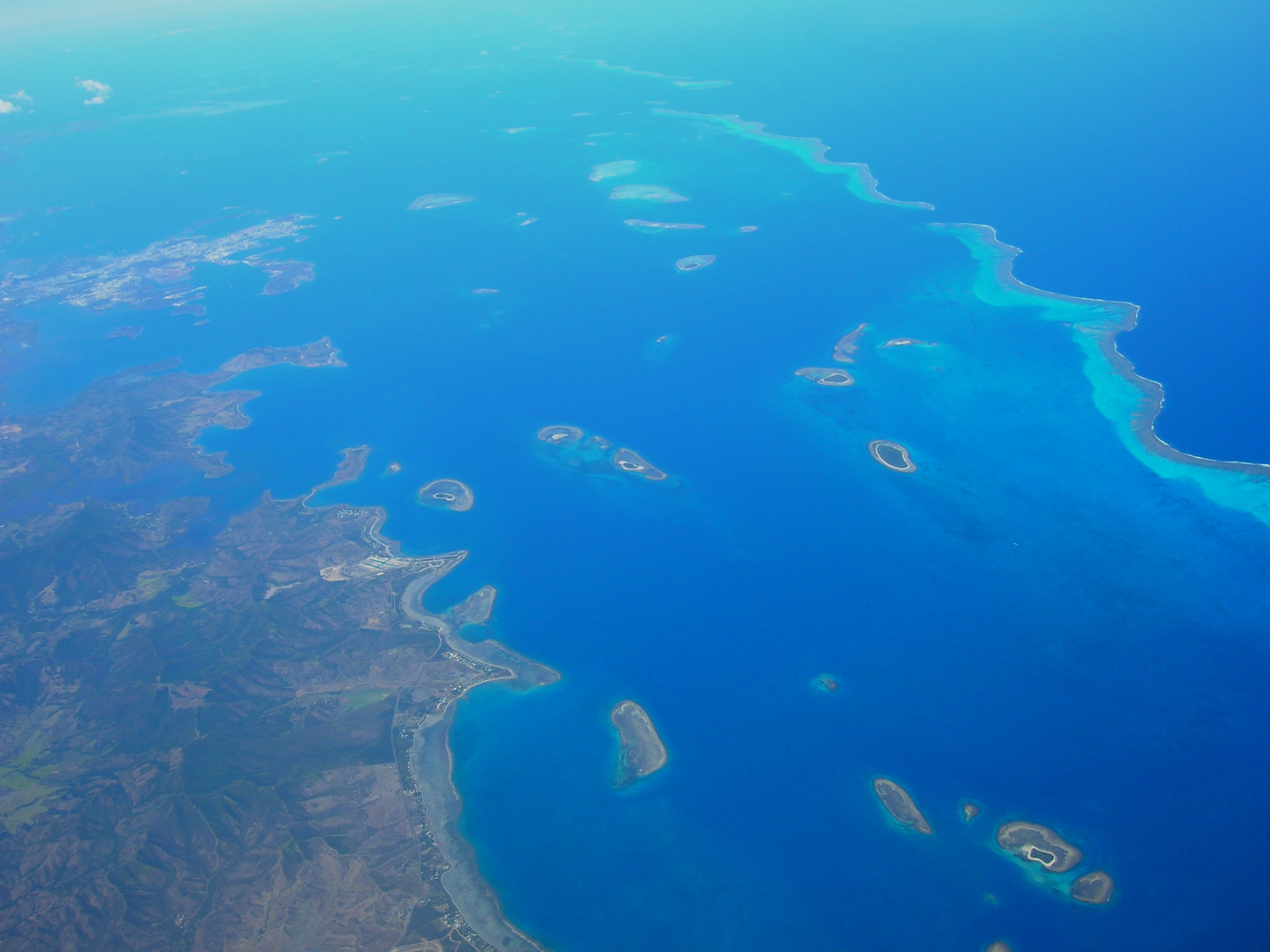
Část laguny, jež není na seznamu světového dědictví UNESCO
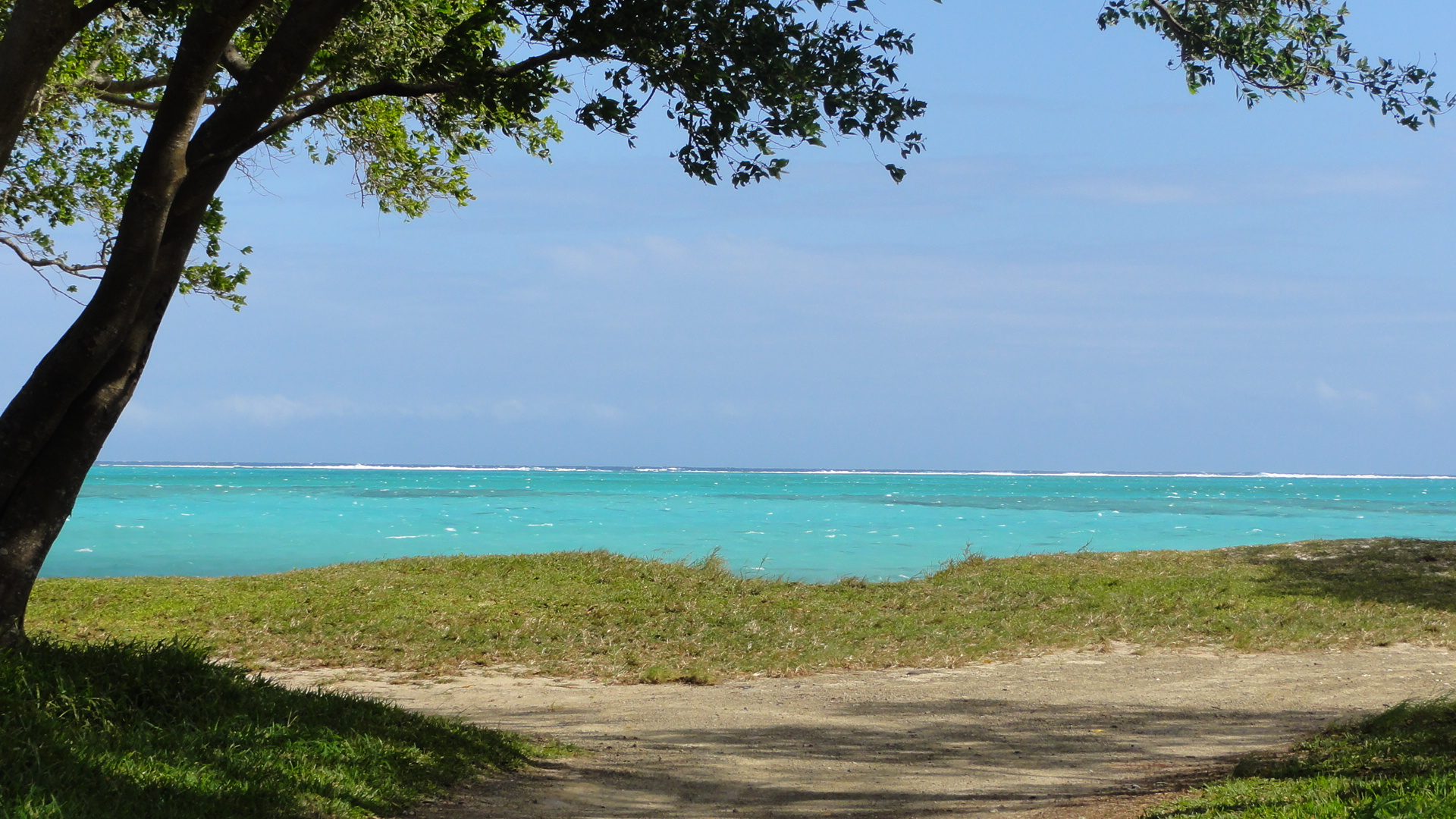
Pohled na lagunu